# GE 2-B+B-2
A GE 2-B+B-2 foram compradas pela Companhia Paulista em 1921 destinadas a tração de trens de passageiros. Fizeram parte do primeiro grupo de locomotivas adquiridas pela Paulista no seu programa de eletrificação.
Foram fabricadas pela GE, com a construção mecânica a cargo da ALCO.

## Na Fepasa
Com incorporação da Companhia Paulista pela Fepasa em 1971, todo o seu parque de tração foi repassado para a nova companhia. As locomotivas foram renumeradas 6301-6304 e operaram pela década de 1970. A falta de peças e o projeto obsoleto obrigaram sua aposentadoria.
| Numeração (FEPASA) | Entrada em serviço | Destino                                                                                   | Observações                                            |
| ------------------ | ------------------ | ----------------------------------------------------------------------------------------- | ------------------------------------------------------ |
| 6301               | 1922               | Desativada e aguardando restauração no Museu da Companhia Paulista, Jundiaí               | Ex 200 (1ª Numeração CPEF)/ Ex 300 (2ª Numeração CPEF) |
| 6302               | 1922               | Baixada e vendida como sucata em leilão realizado no Pátio Jundiaí, 2 de abril de 1977    | Ex 201 (1ª Numeração CPEF)/ Ex 301 (2ª Numeração CPEF) |
| 6303               | 1922               | Baixada e vendida como sucata em leilão realizado no Pátio Jundiaí,2 de abril de 1977     | Ex 202 (1ª Numeração CPEF)/ Ex 302 (2ª Numeração CPEF) |
| 6304               | 1922               | Baixada e vendida como sucata em leilão realizado no Pátio Jundiaí, 10 de outubro de 1983 | Ex 203 (1ª Numeração CPEF)/ Ex 303 (2ª Numeração CPEF) |